# Alexander Schabracq
Alexander Schabracq (Amsterdam, 10 september 1957) is een Nederlands beeldend kunstenaar. Naast zijn eerste discipline als beeldhouwer, is hij ook schilder, collagekunstenaar, graficus, ijzersmid en edelsmid, keramist en meubel- en productontwerper.

## Leven en werk
Schabracq volgde een opleiding aan de Gerrit Rietveld Academie (1975-1981) in zijn geboorteplaats. In 1981 richtte hij samen met muzikant en grafisch ontwerper Peter te Bos en beeldhouwer Dok Van Winsen de Galerie SPONZ op die tezamen met AORTA en W-139 het "alternatieve circuit" vormde in Amsterdam, dat daarna zou uitgroeien met meerdere kunstenaarsinitiatieven. Schabracq ontwikkelde sinds de vroege jaren 80 een veelzijdig oeuvre in diverse ambachtelijke disciplines. Zijn ontwikkeling is kunst-inhoudelijk beïnvloed door de contacten met kunstenaars als André Volten, Ger van Elk, Alphons Freijmuth, Jean Tinguely en Reinier Lucassen. Na de Rietveld heeft hij een persoonlijk postacademisch traject afgelegd door in de ateliers van en voor Etienne Elias en Pieter Holstein, kunstenaars van de nieuwe figuratie, te werken. Hij was leraar aan de Academie voor Kunst en Industrie in Enschede (1985-1990).
In 1989 richtte Schabracq samen met de architect Tom Postma de studio SPECTRA op. Uit dit samenwerkingsverband ontstond het monumentale en sculpturale straatmeubilair op de Nieuwmarkt (1989), het Rokin en het Damrak (1991) in Amsterdam. Kenmerkend voor de kunstenaar zijn zijn exotisch ogende moderne variant van de totempaal en vreemdsoortige wezens, waarbij hij zich laat inspireren door het surrealisme, de Popart en de Europese variant hiervan het nouveau réalisme. Doordat Schabracq zich volgens eigen zeggen laat inspireren door deze per definitie modernistische stromingen, en hier ook rijkelijk uit citeert en overneemt (appropriation art), wordt zijn werk vanuit de jaren 80 wel tot het postmodernisme gerekend.
Het deconstructivisme wordt beschouwd als onderdeel van het postmodernisme.
Vanaf 1987 maakt Schabracq een dertigtal werken die hij "deconstructions" noemt. Hij toont deze werken in 1987 bij Galerie Barbara Farber te Amsterdam, op de Art-FORUM te Zürich en in de jaren daarna op internationale podia waaronder het Museo Espagnol d'Arte Contemporaneo te Madrid. Hij verwijst met deze zogenaamde deconstructions naar de Franse filosoof Jacques Derrida (1930-2004) die het begrip deconstructivisme begin jaren 60 in de taalwetenschappen en de filosofie introduceerde. Een objectief beschrijfbare realiteit bestaat volgens hem net zomin als taaluitingen met een vaste en objectieve betekenis. In de architectuurwereld is het begrip in 1988 neergezet met de tentoonstelling "Deconstructivist Architecture" in het MoMa, New York. De verwarring en onzekerheid in de maatschappij probeerde men te vertalen naar bouwkunst. Dat leidde tot chaotisch ogende architectuurontwerpen van onder anderen Frank Gehry, Zaha Hadid, Coop Himmelb(l)au en Rem Koolhaas, waarvan de afzonderlijke bouwvolumes een onsamenhangend geheel lijkt te vormen.
In het jaar 2002 richt Schabracq de studio Tavola Quattro Design op waaruit kleine oplages van meubilair, keramiek en designproducten voortkomen.

## Werken in de openbare ruimte (selectie)
- Au bain Marie (1988), Zwolle
- Mbulu Ngulu (1990), Czaar Peterstraat, Amsterdam
- Monumentale façade en lichtsculptuur (1991)[9], cultuurcentrum De Oosterpoort, Groningen
- Bronzen fontein en lichtsculptuur (1993), Jelsumerstraat, Leeuwarden
- The European Milestone (1999), Venlo
- Au début du Siècle (2005), Goor
- The World is a Stage (2007), Venlo

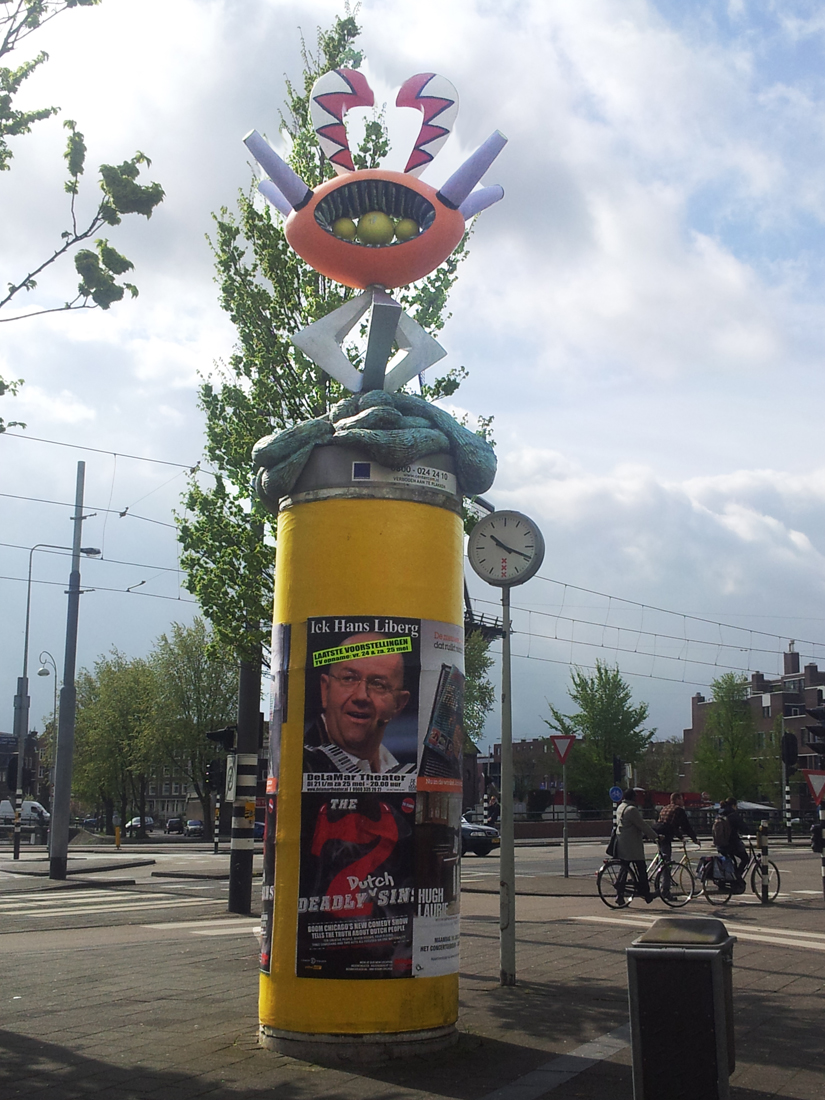
Mbulu Ngulu(1990), Amsterdam
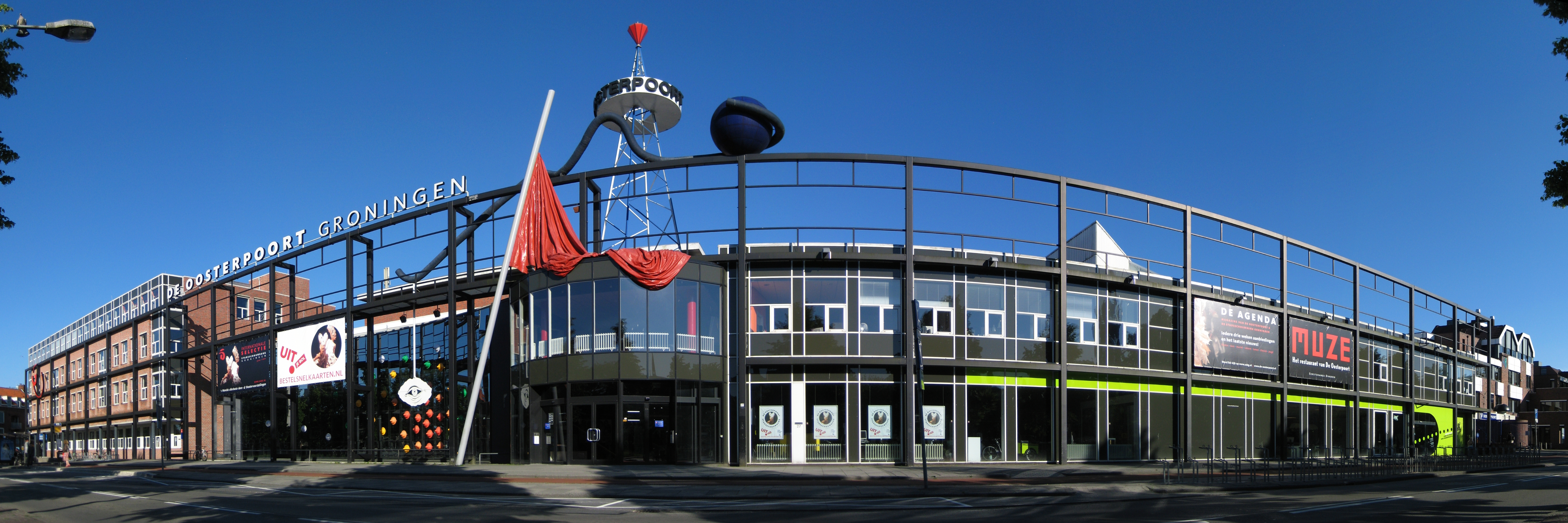
Façade en lichtsculptuur (1991), De Oosterpoort, Groningen
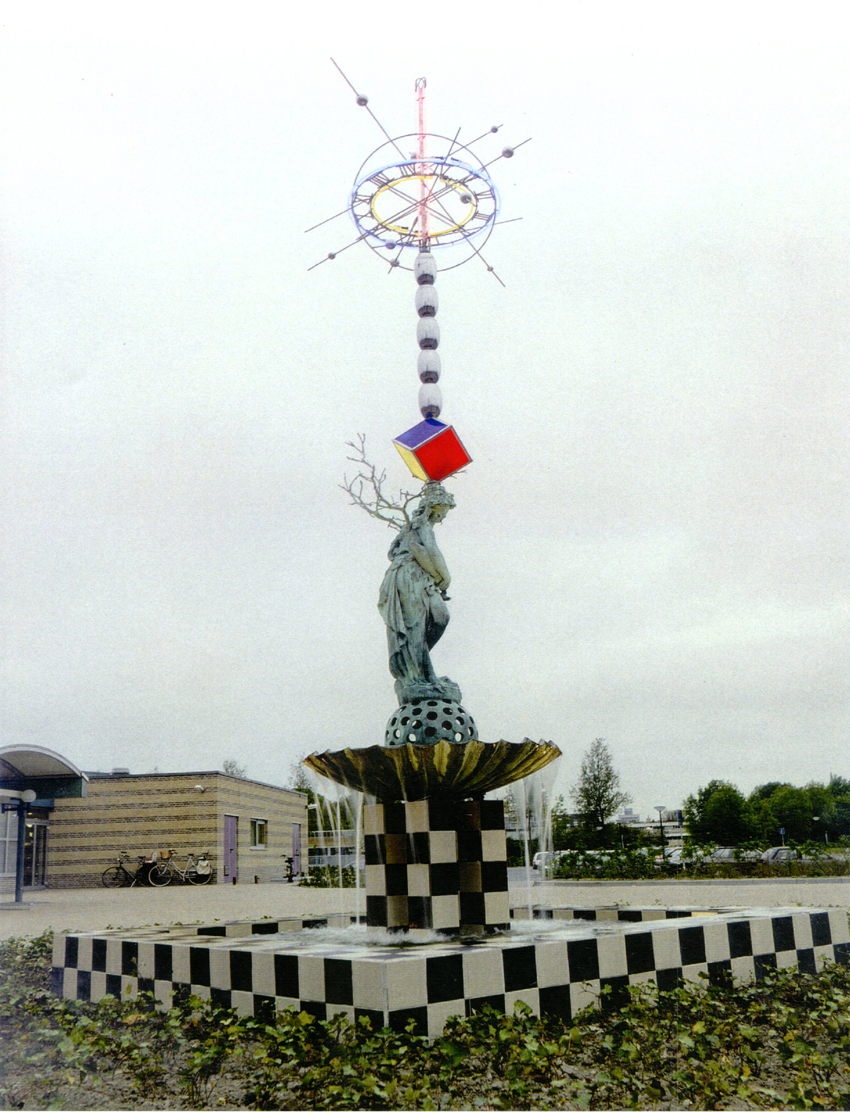
Bronzen fontein met neon licht (1993), Leeuwarden
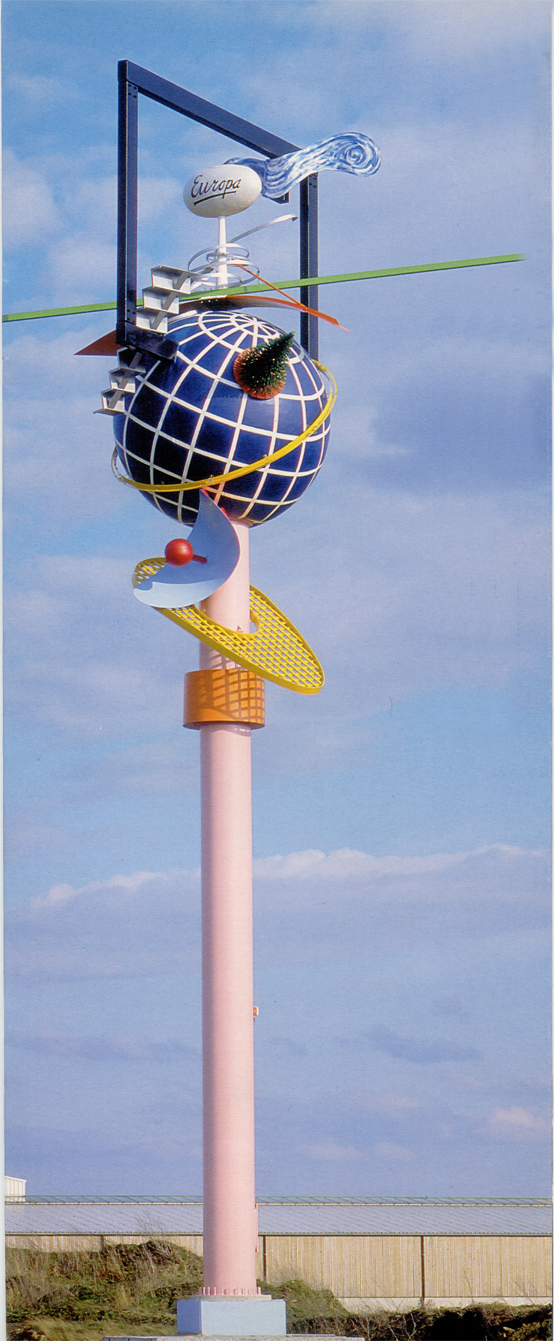
European Milestone (1999), Venlo
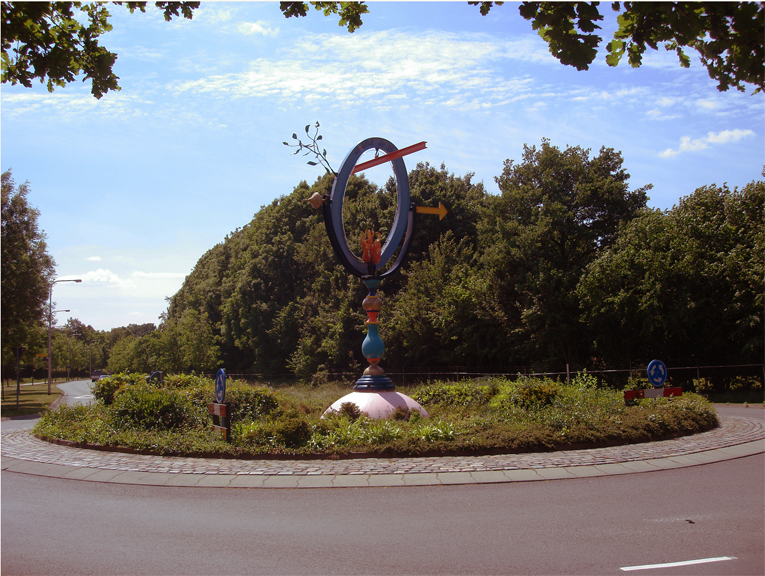
Au début du siècle (2004), Goor
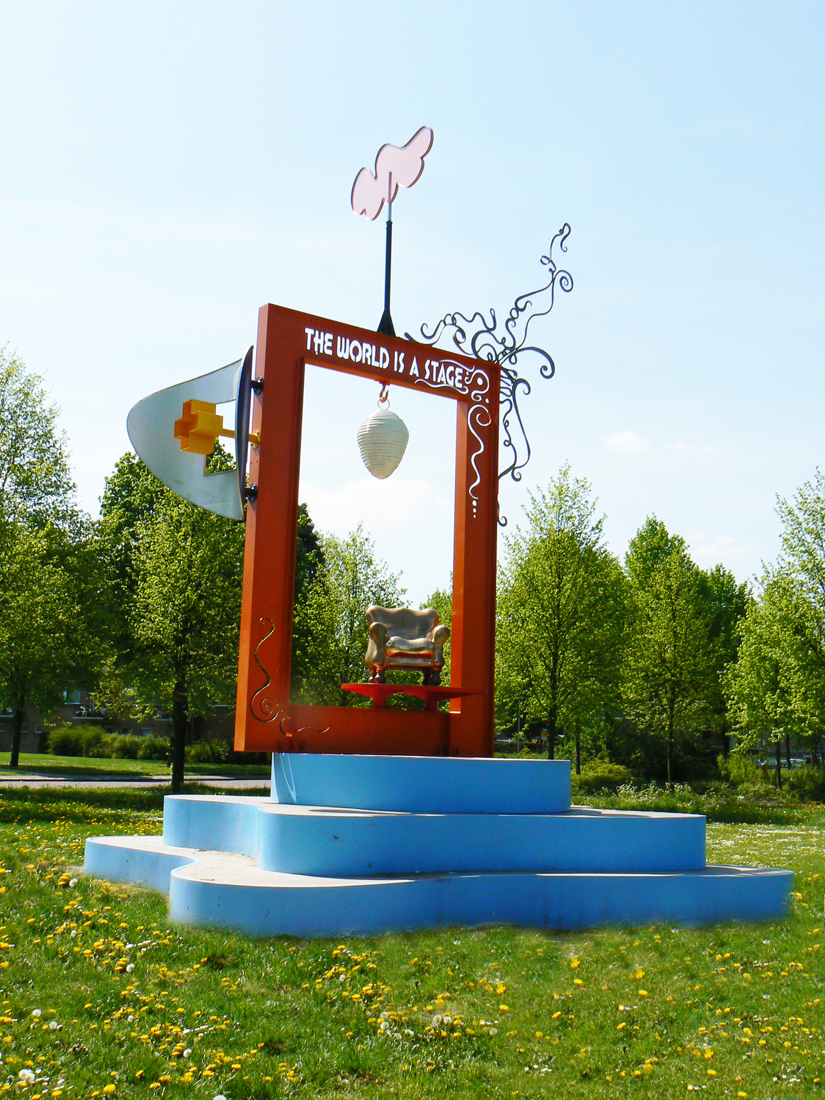
The world is a stage (2007), Venlo

## Selectie van projecten en tijdelijke installaties in de openbare ruimte
- The Postmodern Consciousness of Space (1989), Fruitmarket Gallery, Edinburgh
- Het Muiderpoort Licht Project (1990), Amsterdam
- Het vlot van Medusa (1990), 1e prijs prijsvraag, DenHaag
- TOVER (1994), Amsterdam (i.s.m. Roland Berning, monumentaal DaDa-object)
- Hommage à Jean Tinguely (2000), (i.s.m. Dok van Winsen), Praalwagen Sinterklaas-intocht, Amsterdam

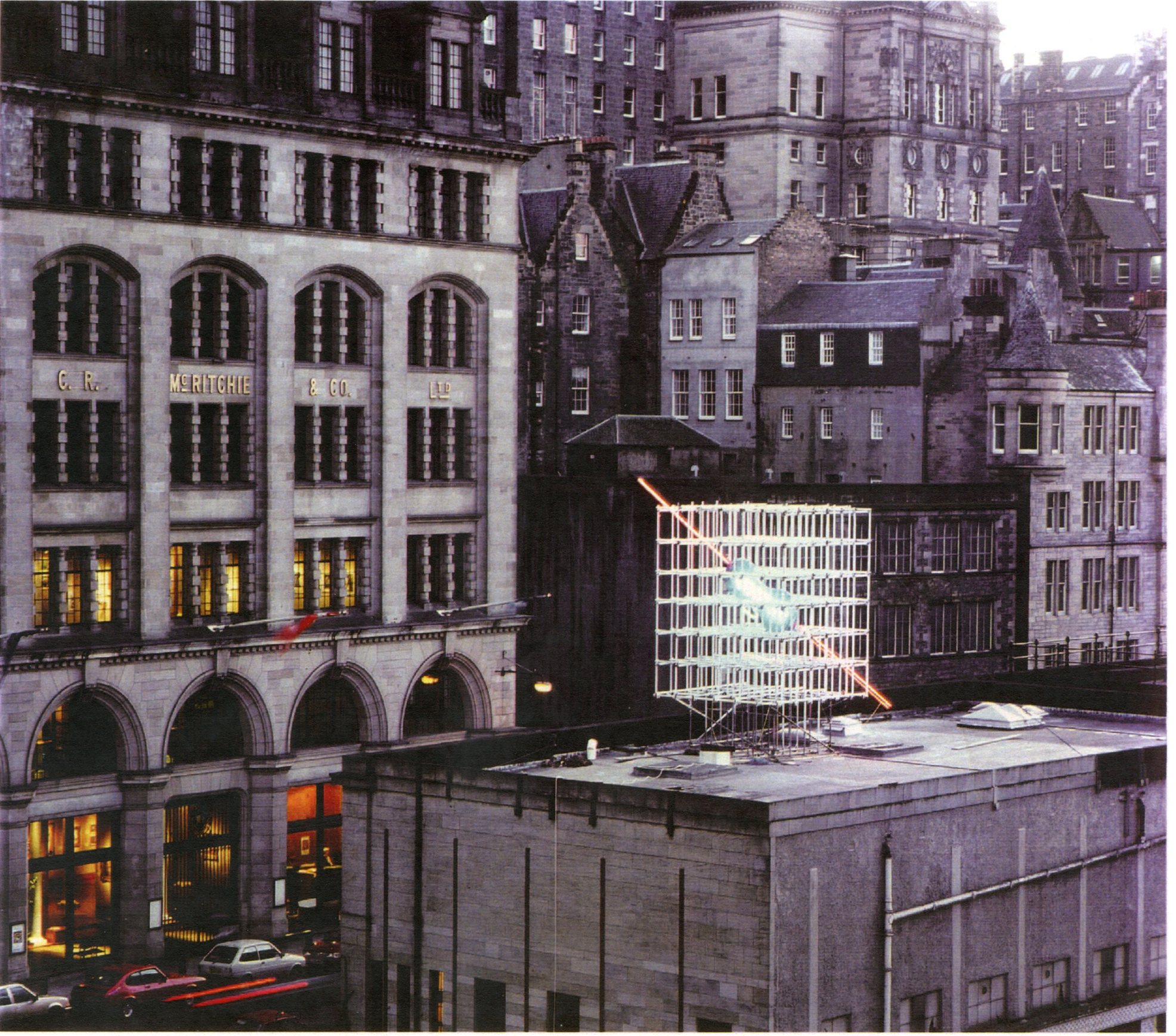
The Postmodern Consciousness of Space (1989)
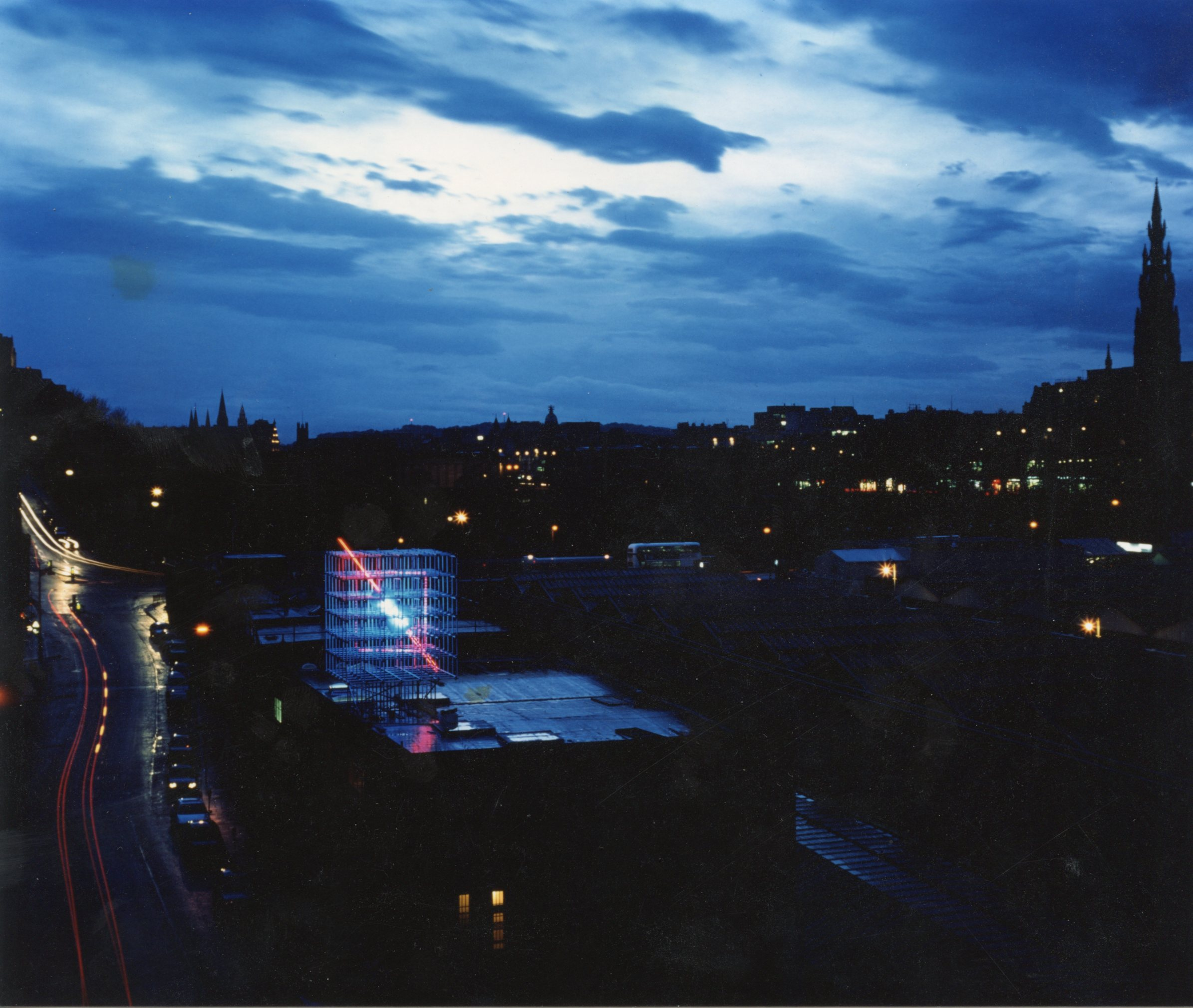
The Postmodern Consciousness of Space (1989)
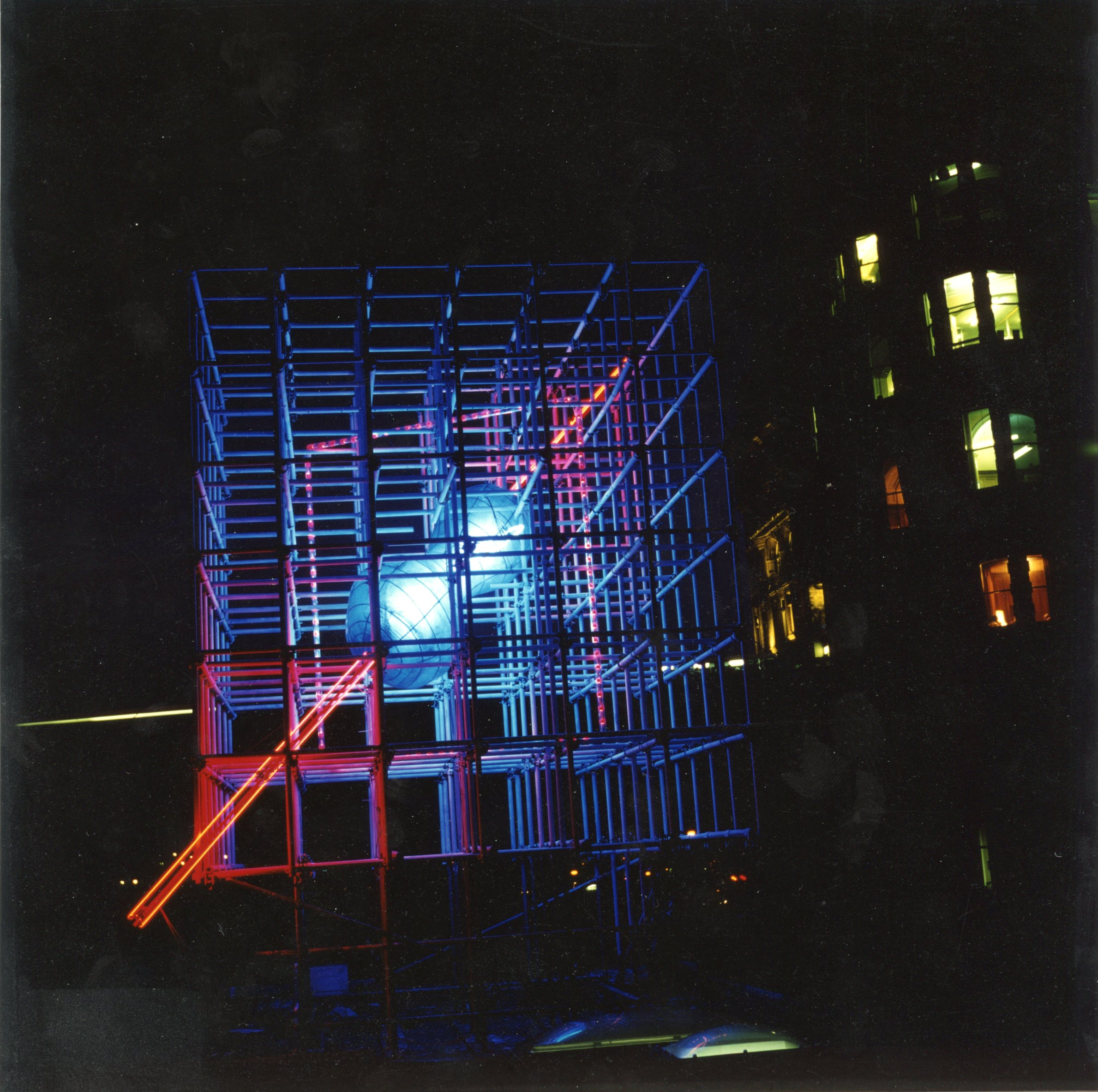
The Postmodern Consciousness of Space (1989)
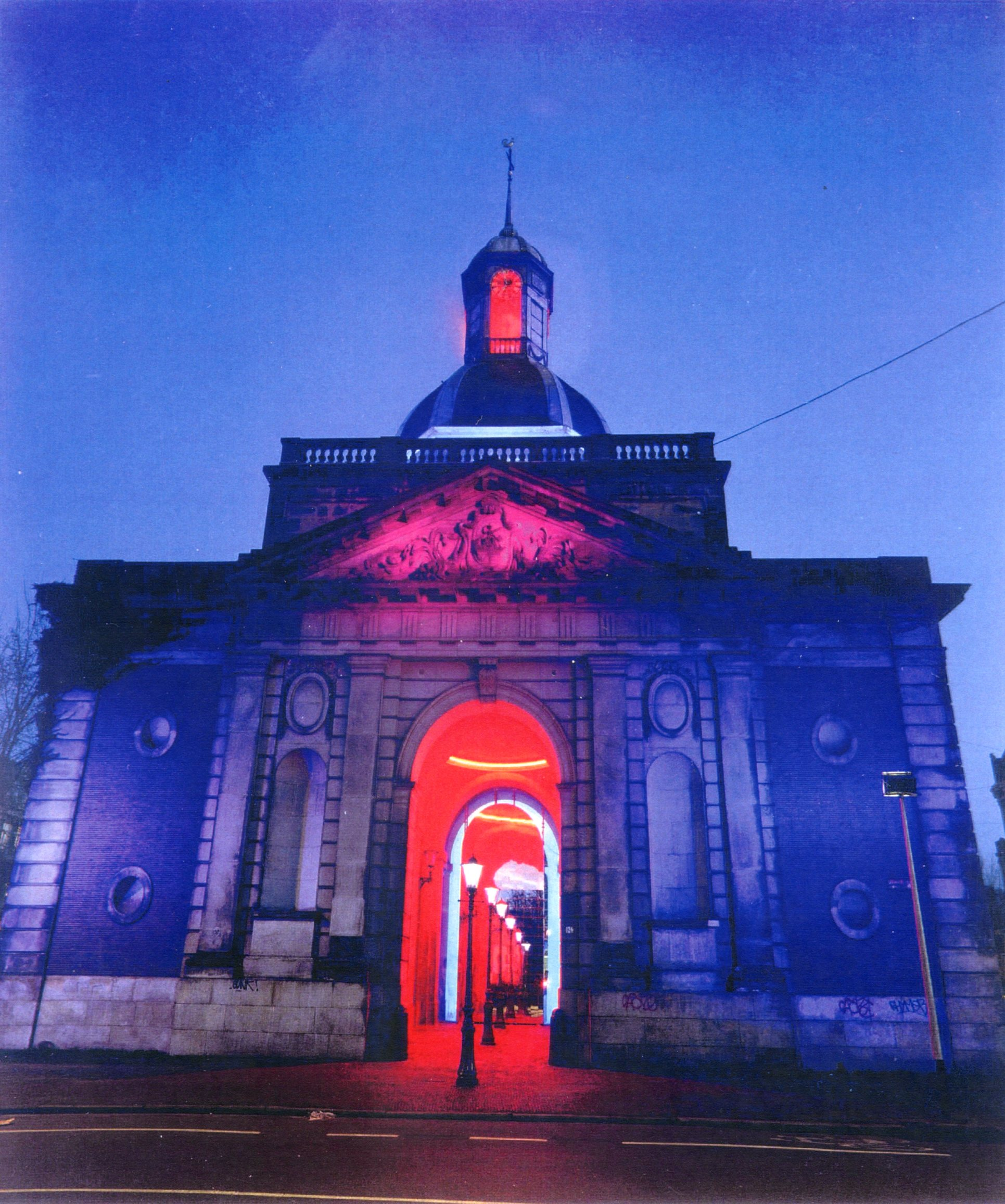
Het Muiderpoort Licht Project (1989-90)
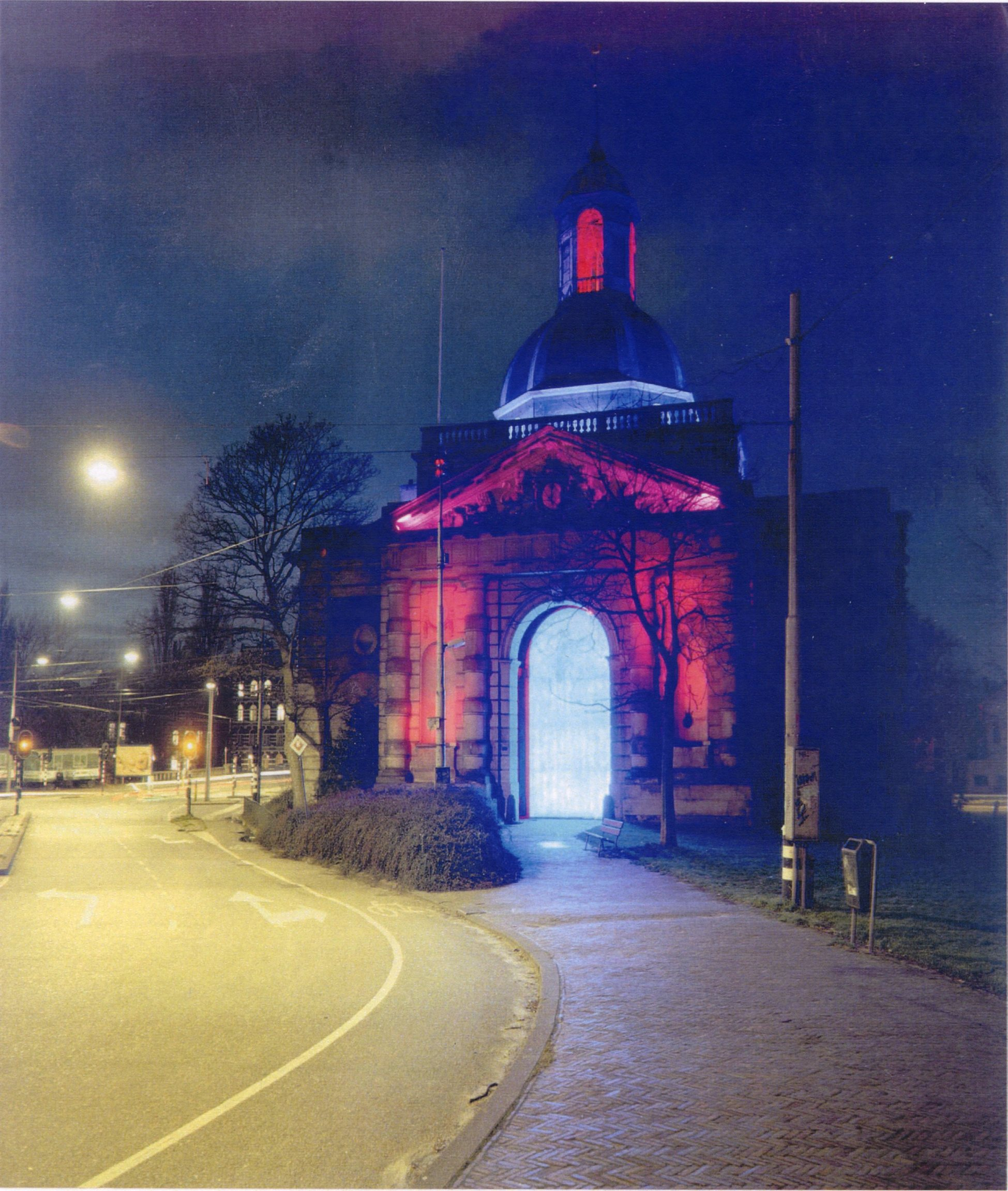
Het Muiderpoort Licht Project (1989-90)
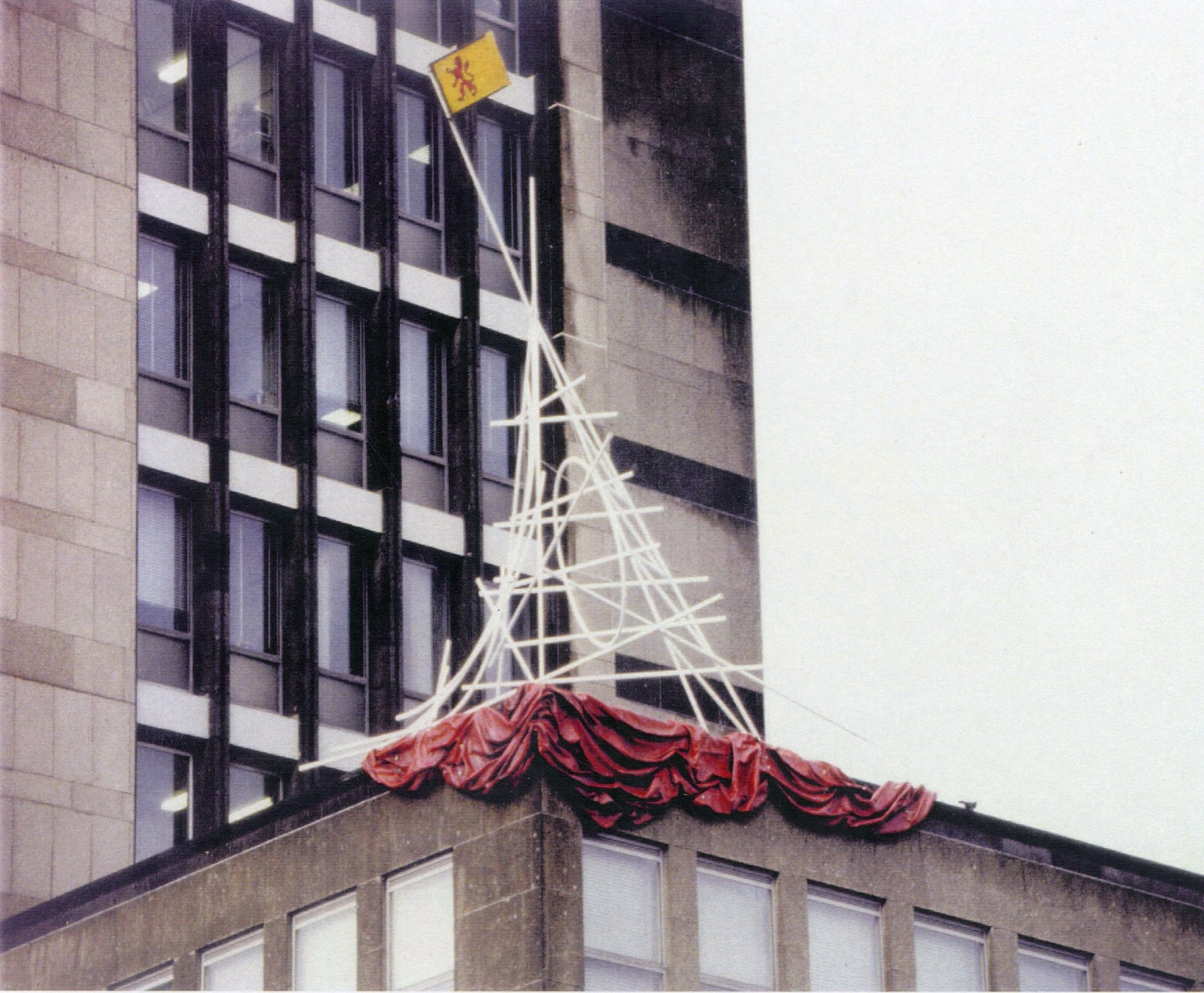
Het vlot van Medusa (1990)
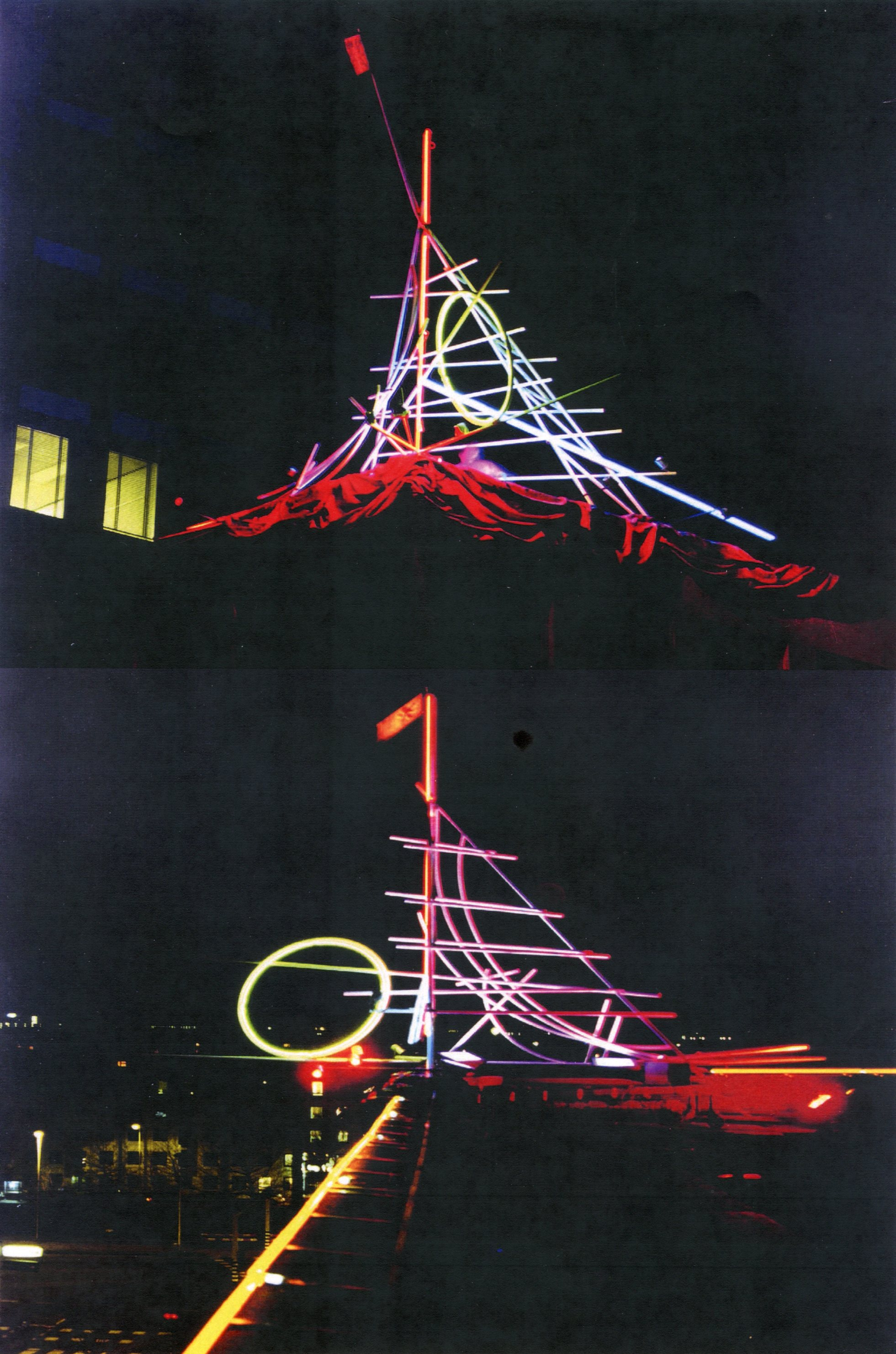
Het vlot van Medusa (1990)
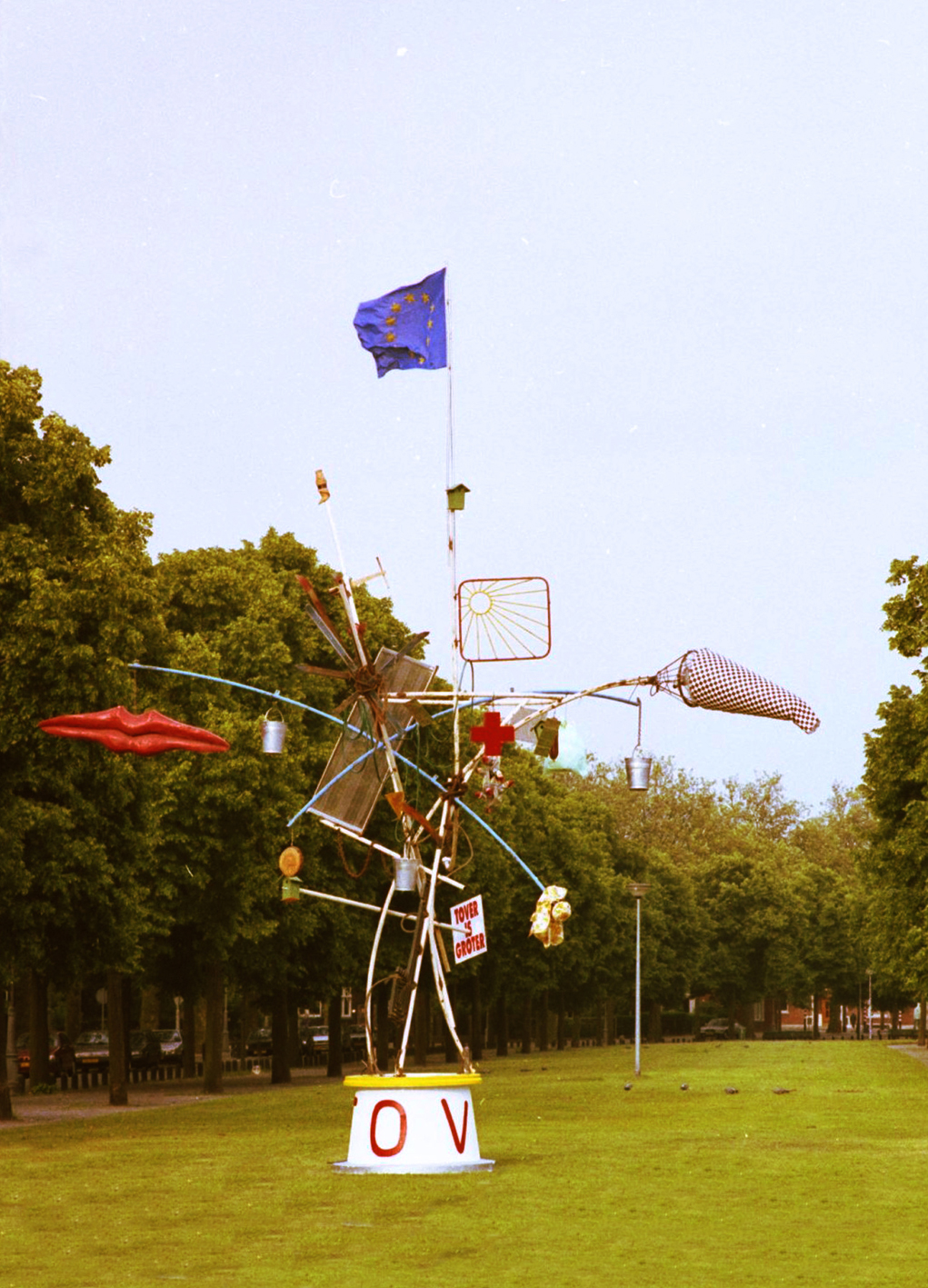
TOVER (1994)
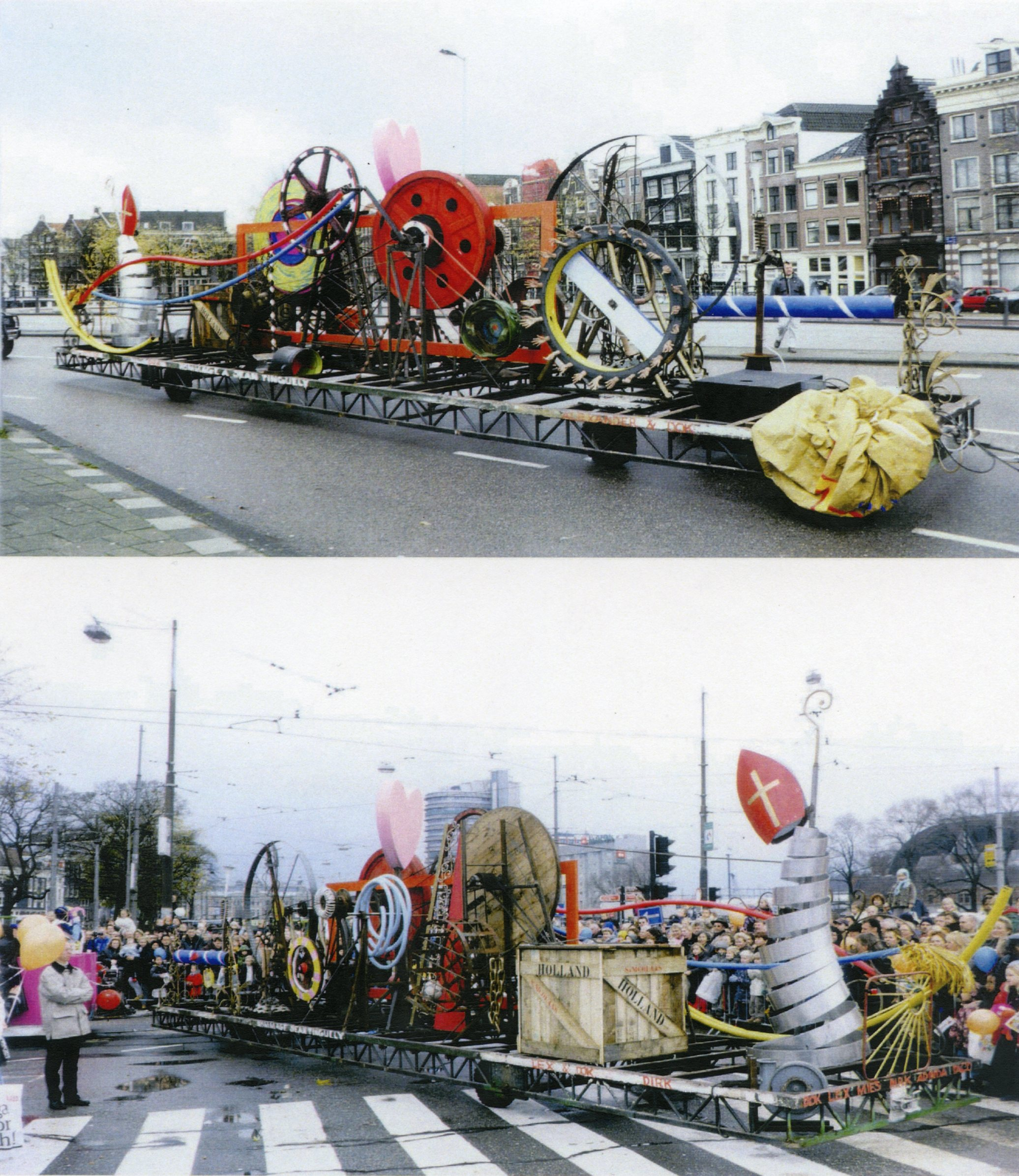
Hommage à Jean Tinguely (2000)
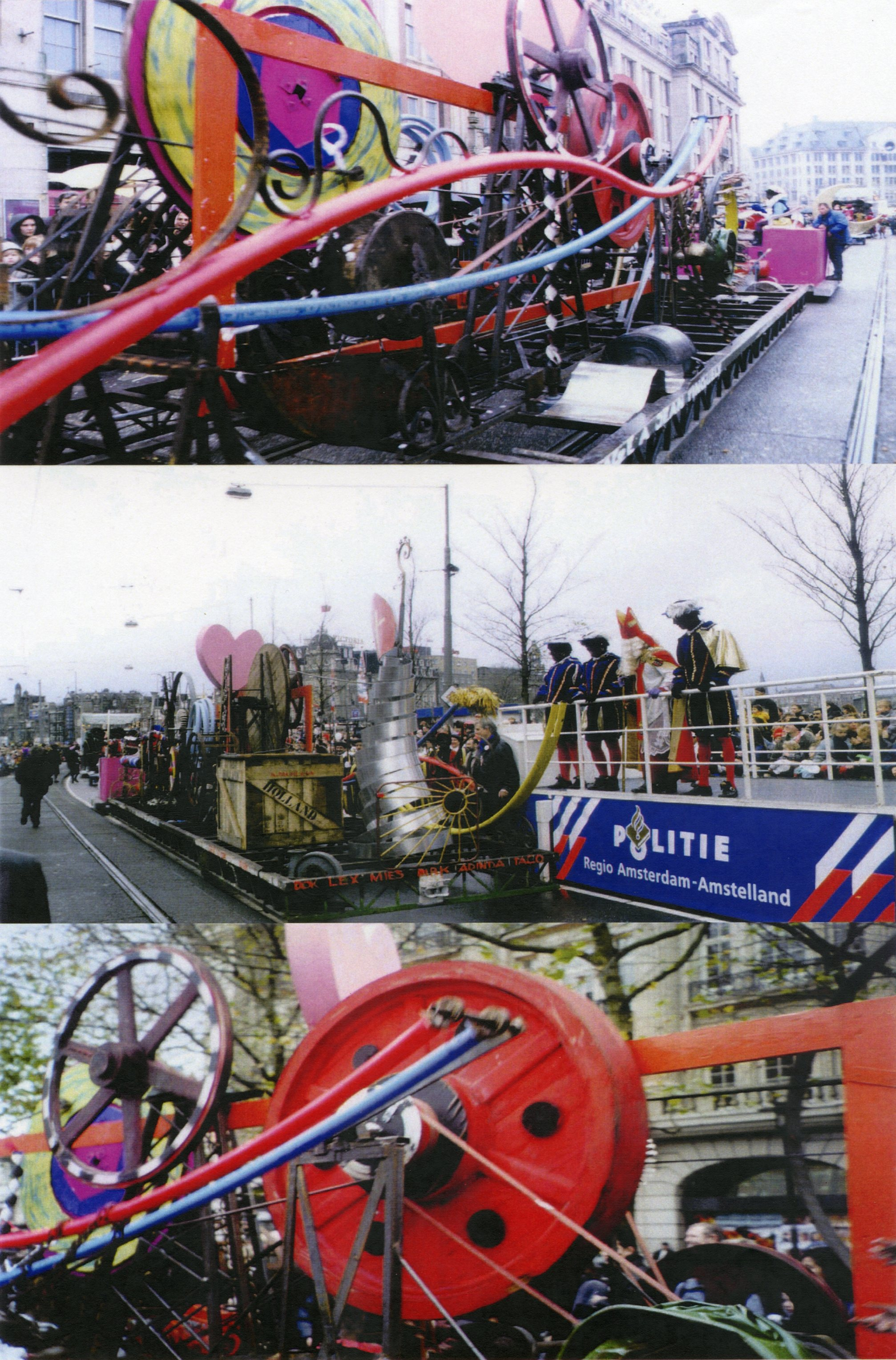
Hommage à Jean Tinguely (2000)

## Publicaties (selectie)
- Stichting SPONZ , Tineke Reijnders , 1983
- Jonge Beeldhouwkunst in Nederland , Saskia Bos , openbaar kunstbezit, 1984
- Beelden op de Berg, Philip Peters, 1985
- Alexander Schabracq, Sculptures, Galerie Barbara Farber, 1987
- 7th International Small Sculpture of Budapest, Paul Donker Duyvis, 1987
- Confrontaciones, Museo Espagnol de Arte Contemporaneo,Thomas Meyer zu Slochtern, 1988
- Six Dutch Artists, Fruitmarket Gallery, Jan Middendorp, 1989
- Schräg , Rheinisches Landesmuseum Bonn, Rijksdienst Beeldende Kunst, Paul Donker Duyvis, Klaus Honnef, 1990
- Kitsch-Art, Wie Kitsch zu Kunst wird, Gregory Fuller,DuMont Buchverlag, Köln, 1992
- Nederlandse Kunst 1970 -1990, Willemijn Stokvis, Meulenhoff, 1993
- Goed in vorm, gesprekken over Dutch Design, Aramith UItgevers, Lisette Thooft, 1993
- Recycling Through Art, Artist as Alchemist of Materials and Ideas, Terrie Sultan, Taejon World Expo, Korea 1993
- Het Grote Gedicht, Nederlandse beeldhouwkunst 1945 - 1994, Snoeck-Ducaju & Zn, Nicolette Gast, 1994
- Beeldengids Nederland, Rijks Dienst Beeldende Kunst & Munumentenzorg, 1994
- Jezus is boos, Het beeld van Christus in de hedendaagse kunst, drs. J. de Wal, 1995
- Sculptuurproject Weteringplantsoen Amsterdam, Reflex Modern Art Gallery, 2000
- Bloemen van de Nieuwe Tijd, Nederlandse bloemschilderkunst 1980 - 2000,Noordbrabants Museum, Els Hoek, 2000
- Private Passion, Artists' Jewelry of the 20th Century, Arnoldsche Art Publishers, Yvonne G.J.M. Joris, 2009

## Musea en openbare collecties
- Frans Hals Museum
- Kröller-Müller Museum
- Museum van Bommel van Dam
- National Central Museum, Pavillion Taejon, Seoul, Korea
- Rijksdienst voor het Cultureel Erfgoed
- Stedelijk Museum Amsterdam
- Stedelijk Museum 's-Hertogenbosch
- Stedelijk Museum Schiedam
- Yves Klein Foundation, Arizona, USA